# لوئیس سزار سامپدرو
لوئیس سزار سامپدرو (انگلیسی: Luis César Sampedro؛ زادهٔ ۳ مهٔ ۱۹۶۶) بازیکن فوتبال اهل اسپانیا است.